# Joona Puhakka
Joona Tapio Puhakka (* 23. Juni 1982 in Kerava) ist ein ehemaliger finnischer Wasserspringer. Er sprang im Kunstspringen vom 1-m- und 3-m-Brett. Puhakka nahm an drei Olympischen Spielen teil und gewann mehrere Medaillen bei Welt- und Europameisterschaften.
Puhakka gewann bei der Heimeuropameisterschaft 2000 in Helsinki seine erste internationale Medaille, er errang Bronze vom 1-m-Brett. Im gleichen Jahr nahm er an den Olympischen Spielen in Sydney teil, vom 3-m-Brett verpasste er als 30. jedoch das Halbfinale. Einen seiner größten Erfolge feierte er bei der Weltmeisterschaft 2003 in Barcelona, wo er Bronze vom 1-m-Brett gewann. Seinen ersten internationalen Titel konnte er im Jahr 2004 erringen. Bei der Europameisterschaft holte er Gold vom 1-m-Brett und zudem Silber vom 3-m-Brett. Bei den Olympischen Spielen in Athen erreichte er diesmal vom 3-m-Brett im Halbfinale Rang 14. Bei der Weltmeisterschaft 2005 in Montreal verpasste er zwar als Vierter eine Medaille knapp, konnte aber bei der Europameisterschaft 2006 in Budapest seinen Titel vom 1-m-Brett verteidigen und holte vom 3-m-Brett Bronze. Bei der Weltmeisterschaft 2007 in Melbourne sprang er mit Ville Vahtola seinen einzigen internationalen Synchronwettkampf. Das Duo wurde im Finale des 3-m-Synchronspringens Zehnter. 2008 in Eindhoven konnte Puhakka mit Silber vom 1-m- und Bronze vom 3-m-Brett seine letzten Medaillen erringen. Nach den Olympischen Spielen 2008 in Peking, bei denen er als 13. des Halbfinals vom 3-m-Brett das Finale nur knapp verpasste, beendete Puhakka seine aktive Karriere.
Zwischen 2002 und 2006 studierte Puhakka an der University of Arizona. Er startete in dieser Zeit auch für das Sportteam der Universität, den Sun Devils, und gewann vier Collegemeisterschaften, jeweils zwei vom 1-m- und 3-m-Brett. Er schloss 2006 sein Studium im Bereich Marketing ab.